# Hochdorf (powiat Biberach)
Hochdorf – miejscowość i gmina w Niemczech, w kraju związkowym Badenia-Wirtembergia, w rejencji Tybinga, w regionie Donau-Iller, w powiecie Biberach, wchodzi w skład wspólnoty administracyjnej Biberach an der Riß. Leży w Górnej Szwabii, nad rzeką Riß, ok. 8 km na południe od Biberach an der Riß, przy drodze krajowej B30.